# Volker Hatje
Volker Hatje (* 17. Juli 1961 in Elmshorn) ist ein deutscher Politiker (parteilos). Er ist Oberbürgermeister der Stadt Elmshorn.

## Leben
Hatje schloss seine Schulbildung im Jahr 1981 mit dem Abitur ab, welches er an der Elsa-Brändström-Schule in seiner Heimatstadt Elmshorn bestand. Nach dem Wehrdienst studierte er zwischen 1982 und 1985 an der Verwaltungsfachhochschule Altenholz. Von 1985 bis 2004 war er im Amt Horst als Leiter des Hauptamts, Kämmerer und stellvertretender Verwaltungsleiter tätig. 2004 trat Hatje seinen Dienst als Fachbereichsleiter des Inneren Service der Stadt Wedel an und hatte dieses Amt bis 2009 inne. Zwischen 2009 und 2013 war er Elmshorner Stadtrat.
Er wurde Mitte September 2013 zum Bürgermeister Elmshorns gewählt. Der parteilose Hatje setzte sich mit 81,9 Prozent der Stimmen gegen Katja Wolframm von den Grünen durch. Im September 2019 wurde er mit 67,7 Prozent der Stimmen wiedergewählt. Vier weitere Personen hatten sich um das Amt beworben. Der parteilose Hatje hatte Unterstützung von CDU und SPD erhalten.
Hatje ist Vater von vier Kindern.